# Um Grande, Grande Amor
Um Grande, Grande Amor é uma canção portuguesa, vencedora do XVII Festival RTP da Canção, e que representou Portugal no Festival Eurovisão da Canção 1980.

## Letra
A canção escrita numa época marcada pela Guerra Fria e pelo Muro de Berlim, alude ao facto do amor ser mais importante do que os obstáculos que se possam encontrar.

## Festival RTP da Canção
A canção foi apurada para a final na 3.a semi-final do Festival, no dia 15 de fevereiro de 1980 no Teatro Villaret, numa votação de júri de cinco membros. Na final, que teve lugar a 7 de março do mesmo ano, no Teatro São Luiz, foi apresentada em 7.o lugar, com orquestração de Mike Sergeant, e obteve 92 pontos.

## Eurovisão da Canção
Foi a 14.a canção a ser apresentada, depois de Love Enough for Two, do Reino Unido, interpretada por Prima Donna. No final da votação, a canção terminou em sétimo lugar de entre 19 participantes, com 71 pontos.

### Votação
| País          | Pontuação |
| ------------- | --------- |
| Itália        | 10 pontos |
| Suécia        | 8 pontos  |
| Noruega       | 8 pontos  |
| Irlanda       | 7 pontos  |
| França        | 6 pontos  |
| Dinamarca     | 6 pontos  |
| Países Baixos | 5 pontos  |
| Grécia        | 5 pontos  |
| Turquia       | 4 pontos  |
| Luxemburgo    | 4 pontos  |
| Bélgica       | 4 pontos  |
| Suíça         | 2 pontos  |
| Finlândia     | 1 ponto   |
| TOTAL         | 71 pontos |